# Vesubia
Vesubia es un género de arañas araneomorfas de la familia Lycosidae. Se encuentra en Eurasia y Oceanía.

## Lista de especies
Según The World Spider Catalog 12.0:
- Vesubia caduca (Karsch, 1880)
- Vesubia jugorum (Simon, 1881)
- Vesubia vivax (Thorell, 1875)